# Пран
Пран (на пенджабски: ਪ੍ਰਾਣ) е индийски актьор.
Роден е на 12 февруари 1920 година в Лахор като Пран Кришан Сиканд в заможно индуистко пенджабско семейство на инженер и бизнесмен. Започва да се снима в киното през 1940 година, през следващите десетилетия участва в общо 362 филма, а през 50-те и 60-те години е сред най-известните и скъпо платени актьори в „Боливуд“, като е свързван най-вече с ролите си на отрицателни герои.
Пран умира от пневмония на 12 юли 2013 година в Мумбай.

## Избрана филмография
- „Престъпният свят“ (युद्ध, 1985)